# Tefra

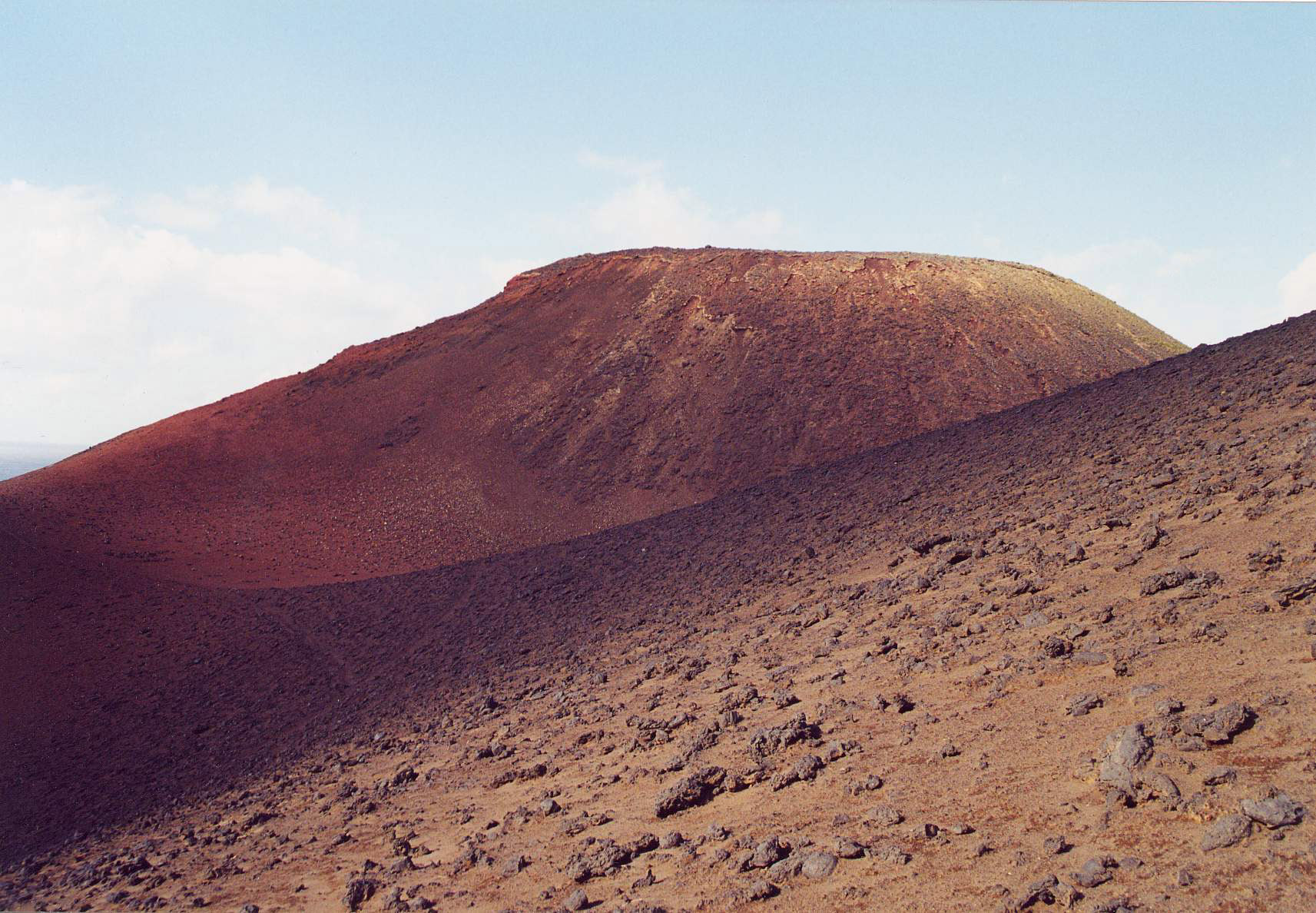
Tefra: cendra, lapil·li i bombes al volcà Capelinhos de l'illa de Faial, a les Açores

La tefra (del grec τέφρα, 'cendres') és el nom genèric de qualsevol mena de material fragmentari expulsat a través de la columna eruptiva en una erupció volcànica. Es tracta de magma que es fragmenta en ser expulsat i es distribueix pel vent en forma de material solt. A aquests fragments, solts o compactats, dels quals es compon, se'ls anomena, en terminologia vulcanològica, piroclasts. La paraula τέφραv la fa servir Aristòtil en un context ampli a la seva descripció d'una erupció a l'illa Vulcano (coneguda pels grecs com a Hiera) a la seva Meteorològica.

## Classificació
Segons la seva mida, la tefra pren diferents noms:
- Cendres. Partícules de menys de 2 mm de diàmetre. Poden ser microscòpiques.
- Lapil·li. Terme d'origen llatí (de lapilli, 'pedretes') usat internacionalment. Es tracta de fragments entre 2 i 64 mm.
- Bombes. Fragments de més de 64 mm.

En erupcions violentes, la tefra pot ser duta a les altes capes de l'atmosfera essent transportades pel vent i dipositant-se a milers de quilòmetres de distància.
La pluja de tefra constitueix el major perill directe derivat de les erupcions volcàniques i poden provocar casos de:
- esfondraments d'edificis;
- formació d'una suspensió de partícules de gra fi a l'aigua i l'aire;
- transport de gasos, àcids o sals nocius i, a les proximitats del focus, de calor extrema;
- incendis.

La tefra seca i no compactada té densitats que varien entre 0,4-0,7 g/cm³; la tefra humida i compactada arriba a valors de densitat de fins a 1 g/cm³.

## Vegeu
- Flux piroclàstic